# Adel Hamije
Adel F. Hamije (ur. 1940) – libański polityk, druz. Ukończył inżynierię cywilną na Uniwersytecie Amerykańskim w Bejrucie. W latach 1982–1983 sprawował funkcję ministra finansów w rządzie Szafika al-Wazzana. Był też libańskim przedstawicielem w ICC, gdzie zasiadał w sądzie tej organizacji (1984–1989). W latach 80. pełnił rolę doradcy FAO przy projektach inżynieryjnych w Afryce. W 2005 r. został szefem ministerstwa robót publicznych i transportu oraz urzędu ds. uchodźców w pierwszym rządzie Nadżiba Mikatiego. Wcześniej był jego doradcą jako ministra transportu (1998–2004).